# Juda (Wisconsin)
Juda es un lugar designado por el censo ubicado en el condado de Green en el estado estadounidense de Wisconsin. En el Censo de 2010 tenía una población de 357 habitantes y una densidad poblacional de 516,25 personas por km².

## Geografía
Juda se encuentra ubicado en las coordenadas 42°35′24″N 89°30′34″O / 42.59000, -89.50944. Según la Oficina del Censo de los Estados Unidos, Juda tiene una superficie total de 0.69 km², de la cual 0.69 km² corresponden a tierra firme y (0%) 0 km² es agua.

## Demografía
Según el censo de 2010, había 357 personas residiendo en Juda. La densidad de población era de 516,25 hab./km². De los 357 habitantes, Juda estaba compuesto por el 99.16% blancos, el 0% eran afroamericanos, el 0% eran amerindios, el 0.84% eran asiáticos, el 0% eran isleños del Pacífico, el 0% eran de otras razas y el 0% pertenecían a dos o más razas. Del total de la población el 0% eran hispanos o latinos de cualquier raza.